# Phare de Punta del Caballo
Le phare de Punta del Caballo ou Phare del Caballo (Faro del Caballo en espagnol, « Phare du Cheval ») est un phare aujourd'hui inactif situé au pied du Monte Buciero (es), une colline d'une hauteur de 376 mètres à côté de la ville de Santoña, dans la communauté autonome de Cantabrie dans le Nord de l'Espagne sur la mer cantabrique.

## Géographie
Le phare est situé au pied des falaises du Mont Buciero, à l'entrée de la baie de Santoña (es) dans une zone sauvage très accidentée de côtes rocheuses découpées, une vingtaine de mètres seulement au-dessus du niveau de la mer.
Autour du phare, positionné sur un éperon rocheux, la mer a creusé des arches sous la roche.

## Accès

### Par la mer
Il est construit dans une zone inaccessible à pied à l'origine. Quand l'état de la mer permet l'approche de la falaise, l'accès y est possible par un escalier de 111 marches commençant au ras de l'eau qui monte au phare.

### Par la terre
L'accès au phare se fait depuis Santoña en montant au préalable sur le Mont Buciero. Le terrain accidenté rend très difficile l'accès par la terre et celui-ci doit être effectué par un escalier en pierres escarpé descendant de 682 marches, construit par les détenus du Cuartel del Presidio de Santoña (prison) avant 1924, celui-ci ayant fonctionné de 1824 à 1924. Si l'on ajoute l'escalier descendant à la mer depuis le phare, le nombre de total de marches est supérieur à 800.
Aux endroits les plus dangereux, des murs de pierre encadrent l'escalier des deux côtés. Des câbles de sécurité servant de rampe longent l'escalier. La descente jusqu'au phare dure entre 10 et 15 minutes.
L'abandon du phare en 1993 a provoqué une grande détérioration et l'envahissement des escaliers par les mauvaises herbes. C'est pourquoi en 2013, des détenus de la prison d'El Dueso (es) toute proche, située sur le territoire de la commune de Santoña, ont  procédé au desherbage complet et la réfection de marches endommagées, au nettoyage du phare et à sa dêsinfection interne ainsi qu'à un nettoyage des multiples déchets jetés par des visiteurs indélicats au fil du temps. Ces travaux, effectués par 25 prisonniers entre mai et octobre 2013 au cours de plusieurs sorties du centre pénitentiaire, entraient dans le cadre d'un programme carcéral de réinsertion baptisé "Nacar" (littéralement « Nacre », acronyme de NAturaleza y CÁRcel, « Nature et prison ») qui consiste à sensibiliser et former les détenus aux problématiques liées à la nature et à l'écologie. Le projet Nacar de la Mancomunidad de Municipios Sostenibles de Cantabria (Communauté de communes durables) a été récompensé en 2013 au III Concurso de grupos de voluntariado (3e concours de groupes de volontaires) au cours de la rencontre de la Red de Gobiernos Locales y Biodiversidad de la Federación Española de Municipios y Provincias (Réseau de gouvernements locaux et biodiversité de la fédération espagnole des communes et provinces).

## Histoire
Le phare a été mis en service le 31 août 1863.
La station était initialement composée de deux parties : 
- la petite tour de phare de 8 m de haut de forme cylindrique, avec une lampe au dôme hémisphérique. La hauteur focale est de 24 m au-dessus du niveau de la mer.
- le logement des gardiens, bâtiment rectangulaire de deux étages qui a été détruit après l'abandon du phare.

Le phare est devenu inactif depuis le milieu des années 1990 à cause de vandalismes répétés après son automatisation.

## Identifiants
- ARLHS : SPA196
- ES-01140 - ex Amirauté : D1544
- NGA : 2060

## Aide à la navigation
La lampe originale fonctionnait à l'huile, système qui a été par la suite remplacé par une lampe à pétrole de marque Maris. Plus tard, le système a été amélioré avec une installation de gaz acétylène à valve solaire. La dernière modification a été l'utilisation de batteries électriques.
Pendant sa période de fonctionnement, le phare émettait 4 éclats blancs toutes les 10 secondes.

## Galerie

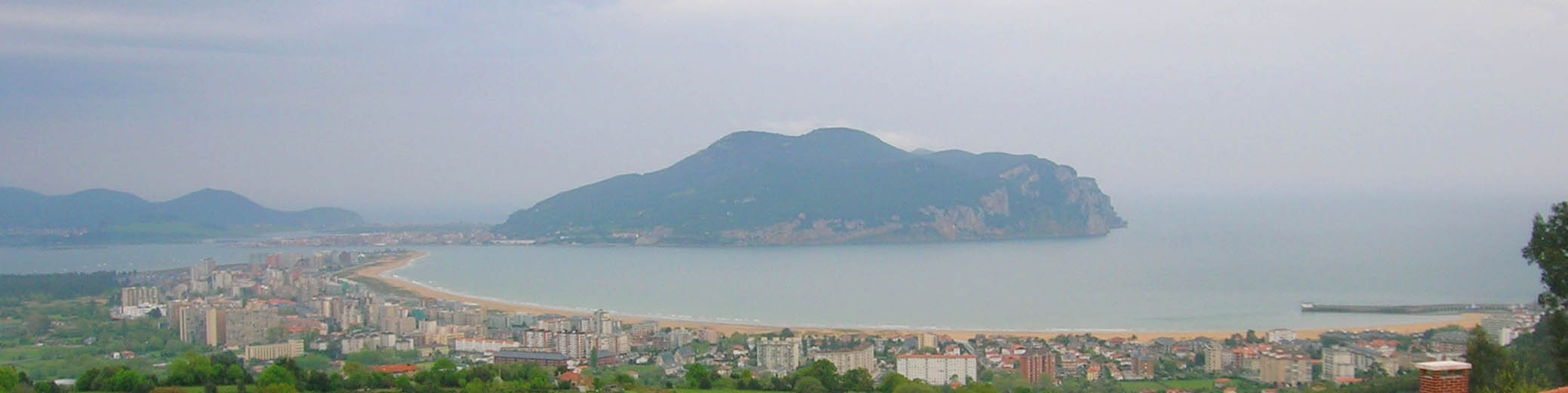
Au premier plan, Laredo. Au fond, le Monte Buciero, le Faro del Caballo se trouvant dans les falaises de droite

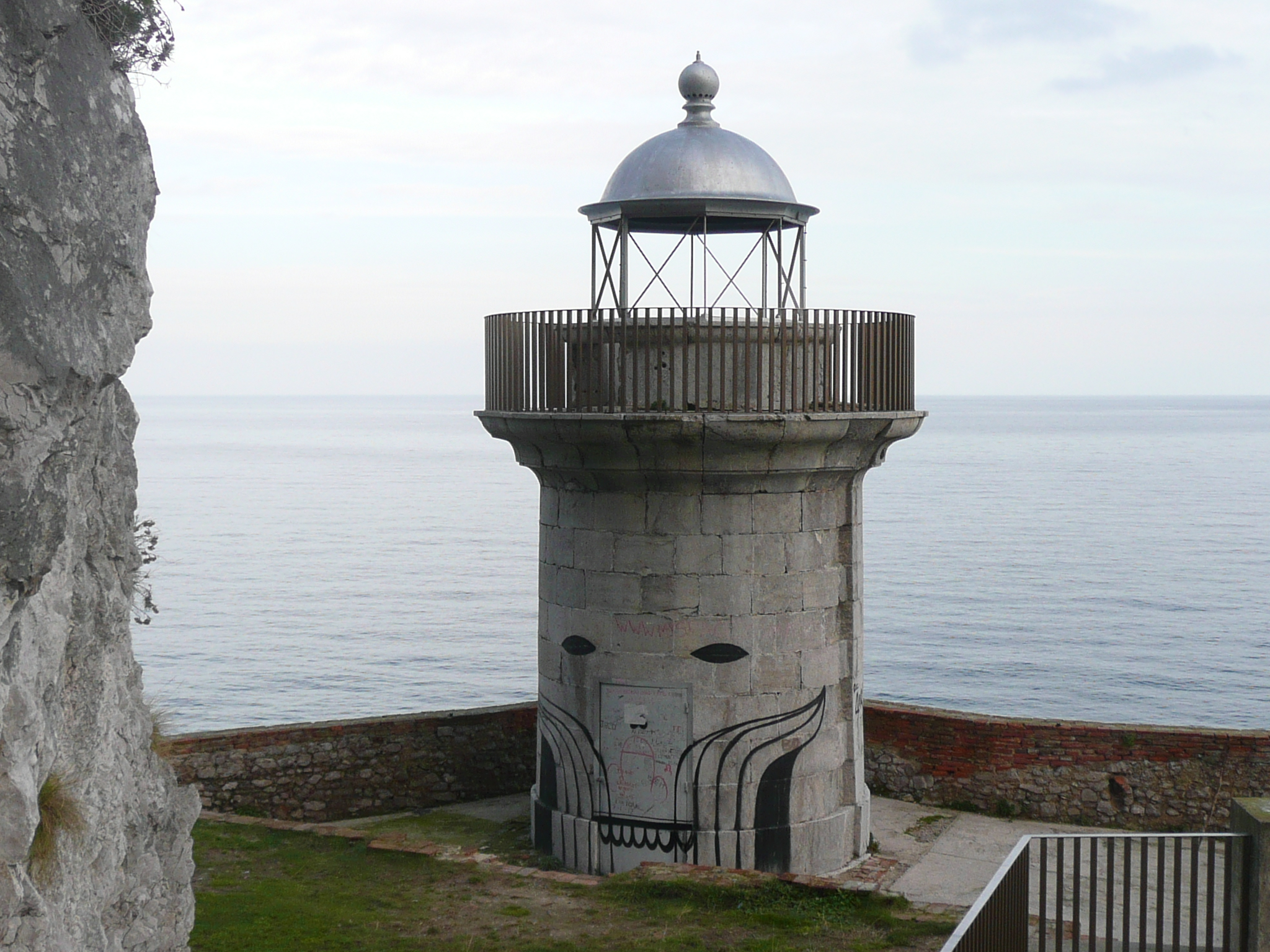
Faro del Caballo
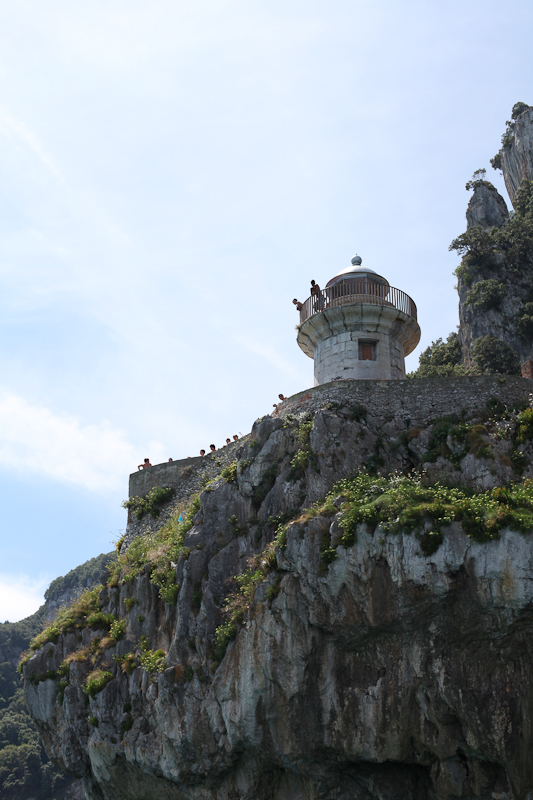
Faro del Caballo dans la falaise
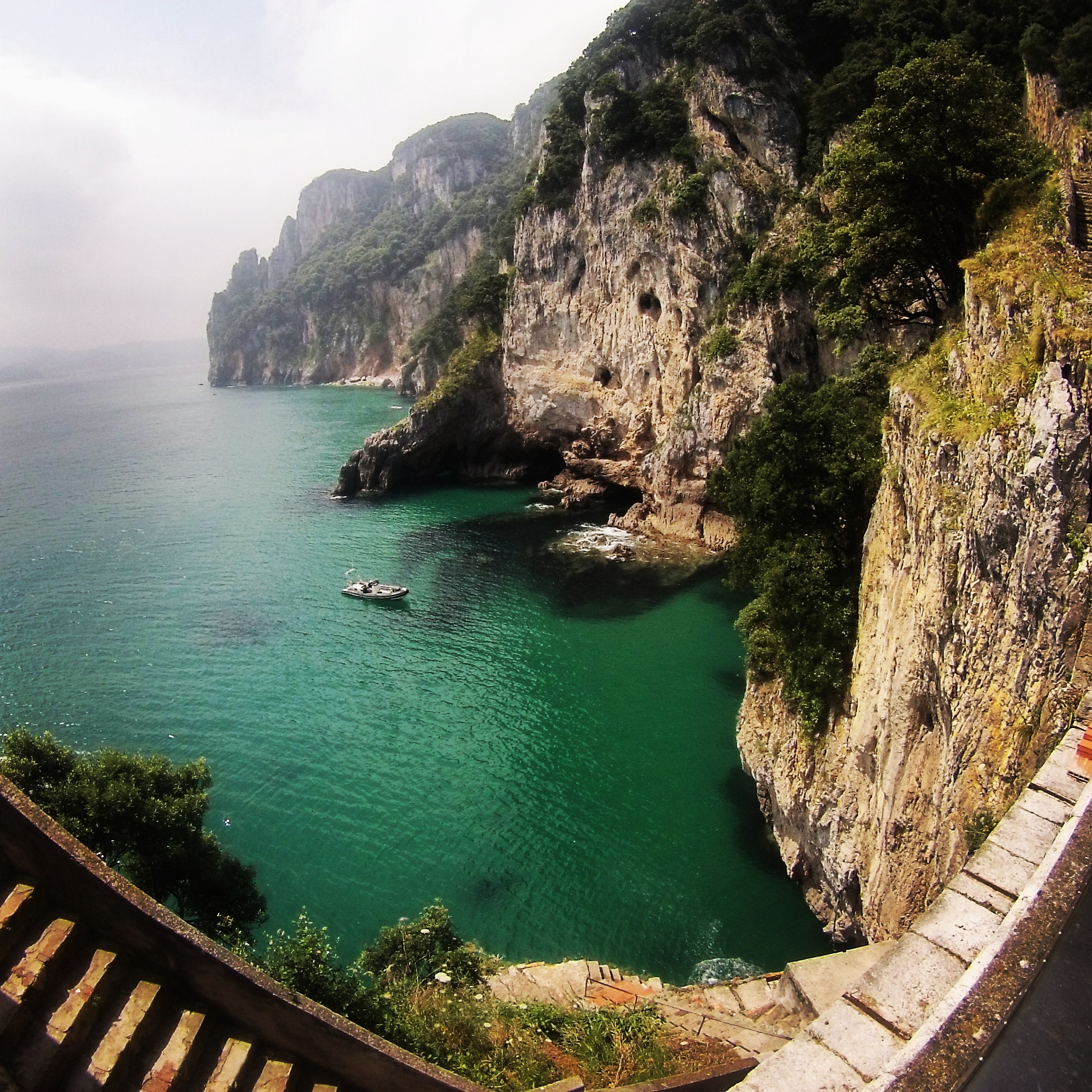
Vue des falaises du Monte Buciero depuis le phare

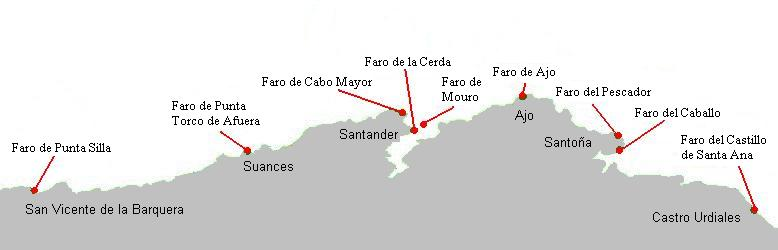
Carte des phares de Cantabrie

### Lien connexe
- Liste des phares d'Espagne